# Antoine de Léris
Antoine de Léris (Montlluís, 28 de febrer del 1723 - 1795) va ser un periodista, crític i historiador teatral nord-català. Va ser autor del Dictionnaire portatif, historique & littéraire des théâtres, una eina de referència per als historiadors del teatre francès dels segles XV al xviii, publicat el 1754 i, augmentat i corregit, el 1763.

## Biografia
Després d'estudiar a París, adquirí la plaça (i sinecura) de primer uixer de la Chambre des comptes, cosa que li permeté dedicar-se a la literatura sense preocupacions econòmiques.
Ultra les seves col·laboracions a la premsa, Léris fou autor de diverses obres. Col·laborant amb l'abbé Marc-Antoine Laugier i l'abbé Morambert (Antoine Jacques Labbet, abat de Morambert), edità el primer estudi crític francès de música Sentiment d'un harmonophile sur différents ouvrages de musique el 1756. Però Léris es feu famós, esasencialment, per la seva obra magna, una recopilació sobre els teatres, els autors i les obres francesos (més un llarg etcètera d'anècdotes, òperes representades i altres).

### ElDiccionari
La primera edició del Diccionari aparegué el 1754 i constava de 560 pàgines. Nou anys més tard en sortia la segona, de 730 pàgines, amb un llarg títol explicatiu que feia Dictionnaire portatif des théâtres, contenant l'origine des différents théâtres de Paris; le nom de toutes les pièces qui y ont été représentées depuis leur établissement & celui des Pièces jouées en Province ou qui ont simplement paru par la voie de l'impression depuis plus de trois siècles; avec des Anecdotes et des Remarques sur la plupart : le nom, & les particularités intéressantes de la Vie des Auteurs, Musiciens & Acteurs; avec le Catalogue de leurs Ouvrages, & l'exposé de leurs talents : Une Chronologie des Auteurs, & des Musiciens; Avec une Chronologie de tous les Opéras, & des Pièces qui ont paru depuis trente-trois ans.; d'aquesta edició se'n va fer un facsímil el 1970. En paraules de l'autor, a la introducció: 
| «                                 | Les personnes au fait de ce travail peuvent seules bien connaître combien il faut d'attention, de constance, & de recherches pour composer un pareil Dictionnaire, le simplifier, & le rendre complet & exact. La matière est sèche & difficile, & les Auteurs, qui en ont traité, ne sont pas toujours d'accord sur le même sujet. D'après cela, un mot, un nom, une date, occasionnent des lectures de plusieurs jours, & dans différents genres, souvent fort éloignés de celui qui semble faire l'objet du Théâtre; des vérifications, des recherches de plusieurs années; & demandent enfin un esprit patient, & toujours plein de son sujet, pour ne jamais rien négliger de ce qui peut y servir tôt ou tard. | » |
| — Antoine de Léris, Avertissement | |   |

## Obres
- Dictionnaire portatif historique et littéraire des théâtres, contenant l'origine des differens théâtres de Paris.[6] Paris: C.-A. Jombert, 1754.[7]
  - Dictionnaire portatif des théâtres.[8] (segona edició) Paris: C.-A. Jombert,1763 (edició facsímil Genève: Slatkine, 1970)
- La géographie rendue aisée, ou Traité méthodique pour apprendre la géographie, rangé dans un ordre nouveau, propre à faciliter l'étude de cette science, avec un abrégé de la sphère et une table très ample en forme de dictionnaire Paris: C.-A. Jombert, 1753
- Marc-Antoine Laugier, Antoine de Léris, Antoine Jacques Labbet Sentiment d'un harmoniphile sur différents ouvrages de musique "Amsterdam" (=Paris): Jombert, 1756 (facsímil Genéve: Minkoff, 1972)
- Chévalier de Bruix, Antoine de Léris Les après-soupées de la campagne, ou Recueil d'histoires courtes, amusantes et intéressantes "Amsterdam" (=Paris): Jombert, 1759 i 1764